# Xã Morgan, Quận Decatur, Iowa
Xã Morgan (tiếng Anh: Morgan Township) là một xã thuộc quận Decatur, tiểu bang Iowa, Hoa Kỳ. Năm 2010, dân số của xã này là 100 người.